# Буждур (мыс)
Бужду́р, также Бохадо́р (фр. Boujdour, порт. и исп. Bojador, араб. رأس بوجادور‎, бербер. ⴱⵓⵊⴷⵓⵔ) — мыс на побережье управляемой Марокко территории Западной Сахары, считавшийся вплоть до 1434 года непреодолимым препятствием для мореплавания.

## Происхождение названия
Название мыса, Буждур, является результатом галлизации испанского и португальского названий Бохадор и Божадор (Bojador), которые, в свою очередь, происходят от арабского «Абу Хатар» (араб. ابو خطر‎), что буквально означает «отец опасности». Португальскими моряками мыс также именовался «мысом страха» (порт. Cabo do Medo). Современное название Буждур вошло в употребление, в том числе во французском языке, лишь после установления морокканского контроля над регионом в 1975 году, и во многих языках Буждур продолжает носить своё прежнее испанское имя Бохадор. В русскоязычной литературе можно встретить и другие варианты наименований, представляющие собой авторские или устаревшие транскрипции испанского названия, такие как Богадор и Боядор.

## История
Долгое время европейцы и арабы считали этот мыс южной границей мира. Легенда гласила, что за ним простирается «море тьмы» (лат. Mare Tenebrarum, Mare Tenebrosum), а исчезновения лодок и судов, пытавшихся обогнуть его, породили миф о существовании морских чудовищ по ту сторону мыса и создали ему репутацию непроходимого предела. Португальские моряки полагали, что на уровне экватора вода закипает, а кожа становится чёрной.
Основой этим суевериям являлись специфические характеристики мыса — в течение всего года присутствуют сильные северо-восточные ветры вдобавок к мощному прибрежному течению. Для средневековых мореплавателей, привыкших не отдаляться от береговой линии в открытое море, опасность также представляли подводные рифы, высокие волны и малая глубина, едва достигающая двух метров даже в десяти километрах от берега. Легенды о кипящей воде в свою очередь объясняются рыбой, водящейся в изобилии на мелководье — косяки сардин поднимаются на поверхность во время кормления более крупных рыб, создавая эффект «кипения» — водная поверхность покрывается пузырьками, что дополняется звуками ударов хвостов рыб о поверхность воды, напоминающими бурление. Из-за этих особенностей, а также экстремальной жары, пыльного от пустынных ветров воздуха, и богатых железом скал, дестабилизирующих вращение стрелки компаса, мыс получил репутацию крайне опасного для плаваний места вплоть до открытия возможности обойти его через открытое море.
Первым европейцем, невольно высадившимся на африканском побережье к югу от мыса, стал французский мореплаватель и завоеватель Канарских островов Жан де Бетанкур, в октябре 1405 года вынесенный на трёх галерах туда штормом. Однако путь в обход мыса через открытое море был открыт лишь почти 30 лет спустя португальским мореплавателем Жилем Эанешем в 1434 году. Это была его вторая экспедиция, с целью обойти мыс — предыдущая, годом ранее, закончилась неудачей. Тем не менее инфант Генрих Мореплаватель настоял на повторении попытки — поиск безопасного морского пути на юг вдоль западного побережья Африки был одним из приоритетов Португальского королевства, искавшего в те времена возможность морского торгового сообщения с субсахарской Африкой и Индией. В мае 1434 года Эанеш отправился в путь с пятнадцатью людьми на небольшом одномачтовом парусно-вёсельном судне водоизмещением около 30 тонн под одним прямым парусом. Приблизившись к мысу, он решил отдалиться на запад, подальше от африканского побережья, и после целого дня плавания вдали от берега обнаружил защищённую от ветров бухту. После поворота на юго-восток стало ясно, что страшный мыс остался позади и, как писал Эанеш в своих донесениях позже, «плыть под парусами здесь так же легко, как и у нас дома, а страна эта богата и всего в ней в изобилии».
Это плавание стало одним из поворотных моментов в истории великих географических открытий: оно положило конец старым мифам о непреодолимости мыса, открыло путь для португальских исследований Африки, а в дальнейшем и Индии, и подтолкнуло развитие кораблестроения и мореплавания к уходу от прибрежной навигации. Также заслуги португальских моряков в открытии морского пути на юг от мыса были подтверждены римскими папами Николаем V и Каликстом III в буллах «Romanus Pontifex» (1452) и «Inter Caetera» (1456) соответственно, закрепив права Португалии на территории, обнаруженные вдоль западного побережья Африки и на обращение в рабство местного населения-иноверцев. Тем не менее мыс и близлежащие земли оставались спорной территорией между Португалией и Испанией вплоть до 1860 года (в Алкасовашском договоре 1479 года, разграничивающем «сферы влияния» Испании и Португалии в Атлантике, мыс Бохадор упомянут не был), когда Марокко после поражения в войне передало права на регион Испании. Территория была официально присоединена к Испании в 1884 году и получила название Испанской Сахары.
Несмотря на открытие пути в обход мыса через открытое море, даже века спустя он оставался небезопасным для мореплавания — например, между 1790 и 1806 годами здесь произошло не менее 30 кораблекрушений.

## Современность
После подписания Мадридских соглашений в 1975 году и окончания испанского присутствия на территории Испанской Сахары, Марокко заявило о своих правах на территории, включающие в себя мыс и в скором времени взяло их под контроль. В рыбацкой деревне, находящейся неподалёку, были построены опреснительный завод и казармы, а затем присвоен статус города и административного центра созданной одноимённой провинции. Мыс и город являются частью территорий, принадлежность которых оспаривается Фронтом Полисарио.